# Herman Kruk
Herman „Herschel“ Kruk (geboren 19. Mai 1897 in Płock, Russisches Kaiserreich; gestorben September 1944 in Keila) war ein polnischer Bibliothekar, Sekretär der Warschauer „Kultur-Liga“ sowie Chronist und Bibliothekar im Ghetto Vilnius. Er wurde 1944 in Keila im deutsch besetzten Estland in einem Außenlager des Konzentrationslagers Klooga ermordet.

## Leben

### Kindheit und Jugend (1897–1915)
Herman Kruk wuchs als ältestes Kind eines Buchhalters in der polnischen Stadt Płock auf. Sein Vater starb, als Kruk 17 Jahre alt war, und er musste ab diesem Zeitpunkt zusammen mit seiner Mutter für den Unterhalt der Familie sorgen. Er hatte zwei Geschwister, seine Schwester Golda und seinen Bruder Schmuel (später Pinkhas genannt). Im Ersten Weltkrieg wurde Płock von zaristischen Truppen, später vom Deutschen Reich besetzt. Kruk hatte eine Ausbildung zum Fotografen absolviert und arbeitete als Kriegsfotograf und als Vorarbeiter in einer Gemüse-Fabrik. Er las leidenschaftlich gern und war in der zionistischen Jugendbewegung aktiv. Literatur entlieh er aus der Hasomir-Bibliothek, einer der ältesten jüdischen Bibliotheken in Polen.

### Jugend in der sozialistischen und kommunistischen Bewegung (1915–1920)
In der Hasomir-Bibliothek traf Kruk auf Persönlichkeiten der zionistischen und der sozialistischen Bewegung. Er bekam Kontakt zu den Bundisten und arbeitete an der bundistischen Wochenzeitung „Lebensfragen“ mit. Er trat den Sozialdemokraten des Königreichs Polen und Litauen bei, die sich 1918 mit der Polnischen Sozialistischen Partei vereinigten. Auch nach Aufnahme in die Kommunistische Internationale blieb Kruk Mitglied. Nach der Novemberrevolution in Deutschland half Kruk die deutschen Besatzungstruppen zu entwaffnen. Trotz seines vielfältigen Engagements für den Kommunismus konnte Kruk die Verfolgung und Bekämpfung jüdischen Glaubens in der Sowjetunion und der polnischen Kommunistischen Partei nicht verstehen. „Er selbst war zwar nicht religiös, respektierte aber die Frömmigkeit anderer […] und verteidigte die politische Freiheit“, schreibt sein Bruder Pinkhas Kruk, was dann auch zur Trennung von der Kommunistischen Partei führte. Er engagierte sich intensiv bei den Bundisten und war Akkumulator jiddischer Kultur- und Bildungsarbeit, insbesondere für die einfachen Arbeiter.

### Zeit in Warschau (1920–1939)
Kruk diente beim Militär in Warschau als Fotograf und nutzte seine Stellung, um Flugblätter für den Bund zu schmuggeln. Da der Bund zu dieser Zeit bereits verboten war, handelte es sich um ein höchst risikoreiches Unterfangen, welches mit dem Tod bestraft wurde. Nach dem Ende seiner Militärzeit setzte er seine Bildungsarbeit für die Arbeiter fort und initiierte eine eigene Kulturabteilung der Gewerkschaft, deren Sekretär und maßgeblicher Gestalter er wurde. Er „organisierte Theaterabende, Konzerte, wissenschaftliche und literarische Vorträge für Arbeiter […]. Unter seiner Leitung wuchs die Grosser-Bibliothek enorm an und konnte trotz ständiger finanzieller Schwierigkeiten in größere Räumlichkeiten umziehen. Er entwickelte das Bibliothekszentrum der „Kultur-Liga“, eine „Dienstleistungs- und Fortbildungeinrichtung“ für die 400 jüdischen Bibliotheken in Polen“.

### Flucht aus Warschau und Zeit unter sowjetischer Besatzung in Vilnius (1939 – Juni 1941)
Während der gefährlichen Flucht aus Warschau gelang es Kruk mit seinen Kontakten, eine Suppenküche für Bedürftige in Luzk zu betreiben. Dort traf er auch durch Zufall seinen Bruder Pinkhas wieder, der als Journalist arbeitete. Gemeinsam machten sie sich nach Wilna auf. Dort angekommen, erforschte Kruk die Wilnaer Bibliotheksgeschichte und wurde Pressereferent bei der TOZ/OZE (Obshchestvo Zdravookhraneniia Evreev / Society for the Protection of the Health of the Jews). 1940 erhielt er ein Visum für die Emigration nach Amerika. Er schob die Reise allerdings auf, um auch seine Frau retten, weswegen sein Visum verfiel. Das Angebot, als Spitzel für die Sowjetunion im Ausland zu arbeiten und dafür ausreisen zu dürfen, nahm er nicht an. Er beschloss zu Beginn des deutsch-sowjetischen Krieges, nicht zu fliehen, und bemerkte dazu in seinem Tagebuch:
„Was sich um uns herum abspielt, läßt nur den Schluss zu, daß wir Gefangene in deutscher Hand sind. Es steht eine neue, vielleicht die schwerste Zeit meines Lebens bevor.“

### Zeit im Ghetto Vilnius (1941–1943)
Im Ghetto war Kruk Vorsitzender des BUND-Komitees und arbeitete für das Yidisher visnshaftlekher institut (YIVO). Er sammelte jüdische Bücher und eröffnete bereits am 7. Juli 1941, nur wenige Tage nach der Errichtung des Ghettos, die Ghetto-Bibliothek. Dazu nutzte er die Bestände der Bibliothek der Havrah Mefitsei Haskalah (Gesellschaft zur Verkündung der Erleuchtung), einer großen jüdischen Bibliothek in Wilna, und baute diese aus. Die Ausleihe des 100.000. Buches aus der Ghetto-Bibliothek wurde mit einem Festakt am 13. Dezember 1942 gefeiert. Die Bibliothek wurde zu einem Informationszentrum des Ghettos, in dem Nachrichten und Dokumente eingingen, gesammelt und ausgetauscht werden konnten. Kruk begann dann umgehend damit, eine Chronik des Ghettos in dreifacher Ausfertigung anzufertigen. Für den Einsatzstab Reichsleiter Rosenberg sollte Kruk die wertvollen jüdischen Bücher und andere Kulturgüter aussortieren. Es gelang ihm und seinen Mitstreitern jedoch häufig, diese zu separieren und zu retten. Im Oktober 1941 riskierte er sein Leben mit der Rettung von Pati Kremer, einer Pionierin der jüdisch-sozialistischen BUND-Partei, indem er die Greisin auf seinen Arbeitsausweis als seine Frau eintrug. Mit der Greisin unter dem Arm passierte er erfolgreich die Kontrolle und rettete ihr für kurze Zeit das Leben. Sie wurde bei der Liquidierung des Ghettos selektiert und ermordet.

### Deportation in das Konzentrationslager Klooga und Ermordung (September 1943 bis 18. September 1944)
Mit der Liquidierung des Ghettos wurde Herman Kruk im September 1943 in das Konzentrationslager Klooga deportiert. Dort setzte er seine Aufzeichnungen fort. Sein kleines Tagebuch konnte von einem Überlebenden mit seinen anderen Aufzeichnungen in das jüdische Museum in Wilna gebracht werden. Am 22. August wurde er mit 500 Juden in das Außenlager Lagedi des Konzentrationslagers Vaivara deportiert. Auch dort führte er weiter Tagebuch. In der Nacht vom 18. September auf den 19. September 1944 wurde Herman Kruk zum Erschießungsplatz gebracht und von der SS erschossen. Kurze Zeit später wurden die Konzentrationslager von sowjetischen Truppen befreit.

## Fund und Veröffentlichung der Ghetto-Chronik
Die drei Ausfertigungen der Ghetto-Chronik wurden von Kruk an verschiedenen Orten versteckt. Eine wurde einem polnischen Priester übergeben, der vermutlich von den Deutschen ermordet wurde. Eine verblieb in der Bibliothek und die Dritte vergrub er in einem Metallbehälter. Der Dichter Abraham Sutzkever konnte die einzelnen Seiten aus dem aufgebrochenen Behälter in monatelanger Arbeit nach der Befreiung des liquidierten Ghettos durch die Sowjetunion sammeln und nach Moskau in Sicherheit bringen. Sie wurde im Deutschen bislang nur in kleinen Teilen veröffentlicht. In englischer Sprache liegt eine komplette Veröffentlichung aller gefundenen Seiten der Chronik und des Tagebuchs von Herman Kruk vor. Einige der Aufzeichnungen von außerhalb des Ghettos sind verloren gegangen. Nur noch Bruchstücke sind erhalten geblieben. Die Veröffentlichung der gesamten Ghetto-Chronik und der Tagebücher von Herman Kruk in deutscher Sprache bleiben bis heute Desiderate.